# Akim (historieta)
Akim es un personaje tarzánido de la historieta italiana, creado por el guionista Roberto Renzi y el dibujante Augusto Pedrazza en 1950.
La serie se inspira en el personaje de Tarzán, de Edgar Rice Burroughs, pero también en las novelas de Emilio Salgari y de Rudyard Kipling, en particular en El libro de la selva y Kim. Muy presente en las historias de Akim es una adelantada sensibilidad hacia el tema de la ecología y de los equilibrios en la naturaleza.

## Trayectoria editorial
El personaje apareció por primera vez en febrero de 1950, siendo publicado por la editorial Tomasina hasta marzo de 1967, por un total de 894 números divididos en dos series. A partir de 1976 salió otra vez a la venta, siendo publicado por la editorial Bonelli hasta 1980, y posteriormente por Quadrifoglio hasta 1983, por un total de 88 álbumes mensuales más un número especial. En la segunda serie, a los dibujos de Pedrazza se sumaron los de Pini Segna.
El personaje fue publicado también en Francia y en Alemania. Cuando la publicación cesó en Italia, los autores siguieron realizando nuevas historias para las Editions Aventures et Voyages de Francia. La serie fue reeditada en Italia en 2003 por la casa Edizioni if, con nuevas portadas ilustradas por Corrado Mastantuono.

## Argumento y personajes
Tras sobrevivir a un naufragio que provoca la muerte del padre (el Conde Rank, Cónsul de Calcuta), el pequeño Jim se encuentra perdido junto a la madre en una tierra desconocida. La madre es matada por una pantera, mientras que el niño es salvado por un gorila que lo cría como a un hijo propio. Una vez adulto, Akim vive muchas aventuras con el gorila Kar y el mono Zig, enfrentándose a monstruos como el Cíclope Negro, alienígenas como Mixor, científicos locos, espías, cazadores sin escrúpulos, etc.
Akim tiene una novia, Rita Tuner, y un hijo adoptivo, Jim.
Los animales que aparecen en este cómic poseen las capacidades antropomórficas de razonar y hablar, aunque sólo Akim es capaz de comprenderlos. Entre ellos, además de Kar y Zig, destacan: la pantera Farg, el elefante Baroi, el mono Ming, el oso Brik y el león Rag.